# Медфорд (містечко, Вісконсин)
Медфорд (англ. Medford) — місто (англ. town) в США, в окрузі Тейлор штату Вісконсин. Населення — 2482 особи (2020).

## Демографія
Згідно з переписом 2010 року, у місті мешкало 2606 осіб у 979 домогосподарствах у складі 759 родин. Було 1045 помешкань
Расовий склад населення:
| - 98,7 % — білих - 0,3 % — чорних або афроамериканців - 0,2 % — азіатів - 0,1 % — корінних американців |

До двох чи більше рас належало 0,5 %. Частка іспаномовних становила 0,7 % від усіх жителів.
За віковим діапазоном населення розподілялося таким чином: 27,6 % — особи молодші 18 років, 60,3 % — особи у віці 18—64 років, 12,1 % — особи у віці 65 років та старші. Медіана віку мешканця становила 40,0 року. На 100 осіб жіночої статі у місті припадало 111,4 чоловіків;  на 100 жінок у віці від 18 років та старших — 109,8 чоловіків також старших 18 років.
Середній дохід на одне домашнє господарство  становив 79 298 доларів США (медіана — 63 672), а середній дохід на одну сім'ю — 90 498 доларів (медіана — 73 542). Медіана доходів становила 49 702 долари для чоловіків та 34 574 долари для жінок. За межею бідності перебувало 2,9 % осіб, у тому числі 1,1 % дітей у віці до 18 років та 6,5 % осіб у віці 65 років та старших.
Цивільне працевлаштоване населення становило 1509 осіб. Основні галузі зайнятості: виробництво — 24,5 %, освіта, охорона здоров'я та соціальна допомога — 19,3 %, роздрібна торгівля — 14,0 %, транспорт — 12,1 %.